# Parapythais melzeri
Parapythais melzeri là một loài bọ cánh cứng trong họ Cerambycidae.